# Boophis idae
Boophis idae is een kikker uit de familie gouden kikkers (Mantellidae). De soort werd voor het eerst wetenschappelijk beschreven door Franz Steindachner in 1867. De soort behoort tot het geslacht Boophis.

## Leefgebied
De kikker is endemisch in Madagaskar. De soort komt voor in het oosten van het eiland en leeft in de subtropische bossen van Madagaskar op een hoogte van 900 tot 1100 meter boven zeeniveau.

## Beschrijving
Mannetjes hebben een lengte van 29 tot 36 millimeter en de lengte van de vrouwtjes is niet bekend. De rug is geelachtig bruin met kleine, donkergroene, bruin omcirkelde vlekjes. De zijkanten en de voorkant van de dijen zijn turquoise met grote bruine vlekken. De achterkant van de dijen is bruin. De vingers en tenen zijn oranje. De buik is wit en de keel is geel.

## Synoniemen
- Hyperolius idae Steindachner, 1867
- Rhacophorus femoralis Boulenger, 1882
- Rhacophorus boulengeri Peracca 1892
- Rhacophorus albiventer Ahl, 1929
- Rhacophorus catalai Angel 1934
- Boophis hillenii Blommers-Schlösser 1979